# Jägerberg (Radebeul)
Der Jägerberg ist ein ehemaliges Weinbergsgrundstück im Stadtteil Oberlößnitz des sächsischen Radebeul, im Augustusweg 110, die darüberliegenden Weinbergsflächen zu Wahnsdorf gehörig, benannt nach dem Weinbergsnamen. 1895 wurde der Jägerberg Teil des Bilz-Sanatoriums, auch wohnte dort Eduard Bilz privat. Das Anwesen liegt im Denkmalschutzgebiet Historische Weinberglandschaft Radebeul und im Landschaftsschutzgebiet Lößnitz, es ist als denkmalpflegerische Sachgesamtheit Haus Jägerberg ein „einzigartiger Landsitz, […] baugeschichtlich, künstlerisch und landschaftsgestaltend bedeutend“.

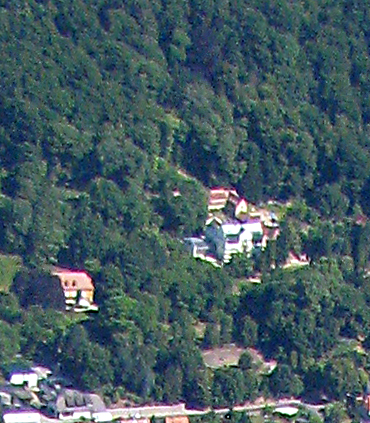
Bilz-Hof am Jägerberg am Fuß des verwaldeten Jägerbergs, rechts die Scheune. Links die Meyer-Villa

Die Gebäude des Jägerbergs stehen zudem als Einzeldenkmale unter Denkmalschutz. Darüber hinaus gilt das Anwesen als Werk der Landschafts- und Gartengestaltung. Spätestens 1973 wurde das ehemalige Weingut als Denkmal der Architektur eingestuft.
Die Erhebung Jägerberg selbst hat eine Höhe von 245,2 m ü. NHN, der Gipfel liegt nordwestlich der Blechburg und südlich des Grauen-Presse-Wegs.

## Beschreibung

Augustusweg 76 bis 114 unterhalb der nördlich gelegenen, verwaldeten Steillage. Die dritte Gebäudegruppe von rechts (etwa bei zwei Fünftel des Bildes) ist der Jägerberg.

Der weitläufige ehemalige Steillagen-Weinberg bzw. das spätere Villengrundstück Jägerberg liegt kurz vor der Oberlößnitzer Ostgrenze zu Dresden, nördlich des Augustuswegs, vom Fuß des Steilhangs bis auf die Hochebene von Wahnsdorf. Die heute bewaldeten Grünflächen sind als Werk der Landschafts- und Gartengestaltung denkmalgeschützt, das darauf stehende Kulturdenkmals-Ensemble besteht aus zahlreichen Einzeldenkmalen. Dieses liegt der Grenze zwischen unterem und mittlerem Drittel des Anwesens hufeisenförmig mit der Öffnung nach links; davon abgetrennt liegt an der östlichen Grundstücksgrenze noch die ehemalige Scheune.
Das Gesamtensemble wird in der Denkmaltopografie beschrieben als „mit schlossartigem Hauptgebäude, Waldpartien, terrassiertem (heute verwaldetem) Park, Alleen, Weinberg, künstlicher Ruine, Bastion mit Aussichtsturm (heute ebenfalls Ruine), zahlreichen Nebengebäuden und Plastiken. Zum Augustusweg eingefasst durch eine Bruchsteinmauer, die Toranlage mit prächtigem schmiedeeisernem Gitter“.

### Villa

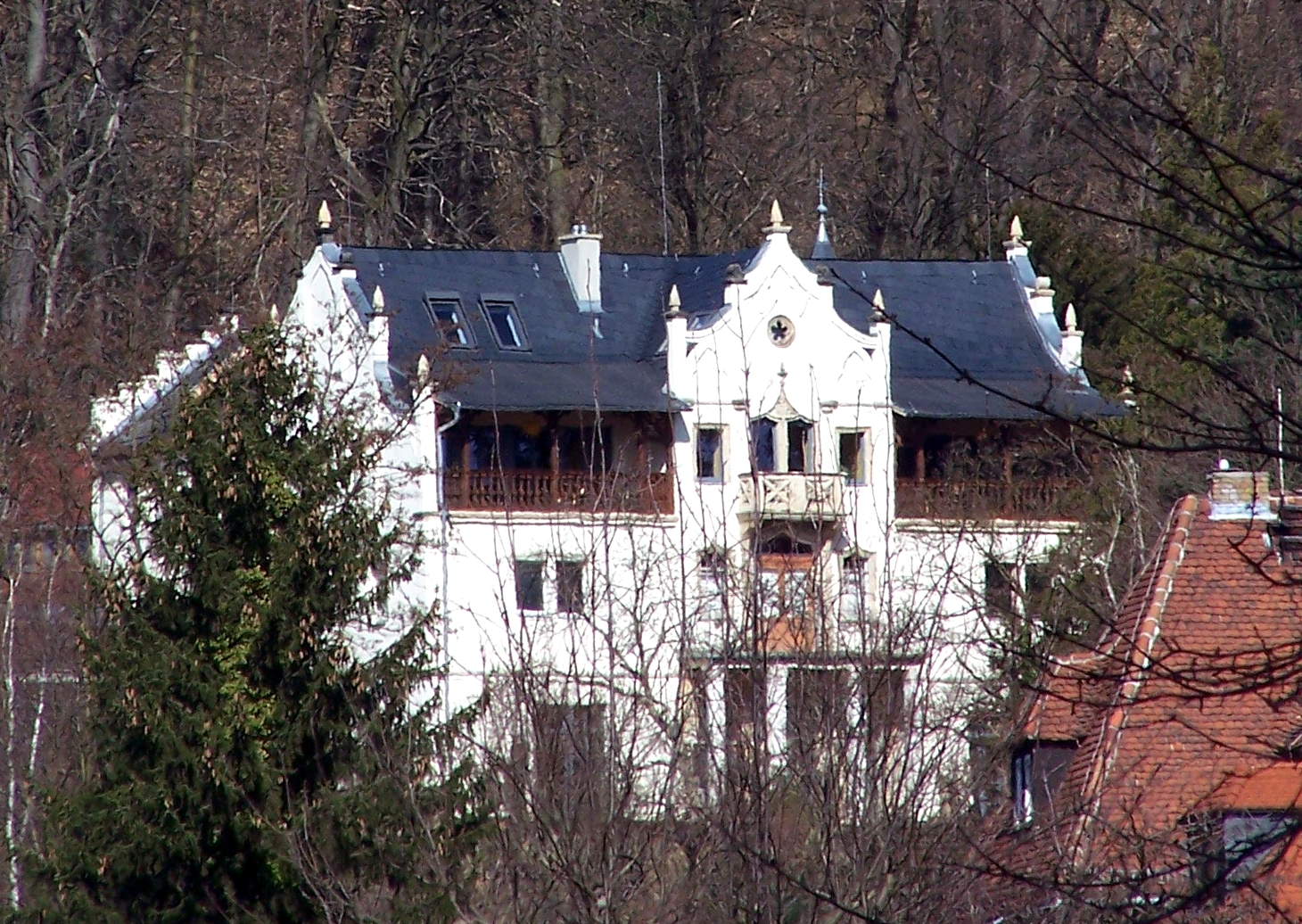
Villa Jägerberg, vom Augustusweg aus. Gut zu sehen die von Bilz ergänzten Loggien vor dem Dachgeschoss

Die denkmalgeschützte Villa, nach einem ihrer Besitzer häufig auch Bilz-Villa genannt, steht am linken (südwestlichen) Ende des unteren Hufeisenschenkels. Die Längsseite zeigt zum Augustusweg, dazwischen liegt eine große Gartenfläche. Der Bau mit verschiefertem Satteldach ist seit der Aufstockung 1872 durch die Gebrüder Ziller dreigeschossig. Auf der Hof- bzw. Rückseite im Norden steht rechts an der westlichen Gebäudekante ein ebenfalls dreigeschossiger Anbau mit Satteldach, was einen L-förmigen Grundriss ergibt. Die Giebel sind „getreppt oder fialenartig“, am Anbau mit spitzbogigen Blendbögen. Vor der linken (östlichen) Gebäudekante steht ein polygonaler dreigeschossiger Turm mit Turmhelm.
Zur Gartenseite bzw. der Straße zeigt sich ein mittensymmetrischer Aufriss. Die zwei ursprünglichen unteren Geschosse sind verputzt, das aufgesetzte Geschoss stellt sich als Loggia mit hölzernem Geländer dar. Der Mittelrisalit trägt einen überhöhten Giebel mit Fialen, auf Höhe der beidseitigen Holzgeländer mit einem Balkon mit Maßwerkbrüstung. Vor dem Erdgeschoss des Risalits steht ein Altan. Die Sandstein-Fenstereinfassungen sind teilweise gotisierend.

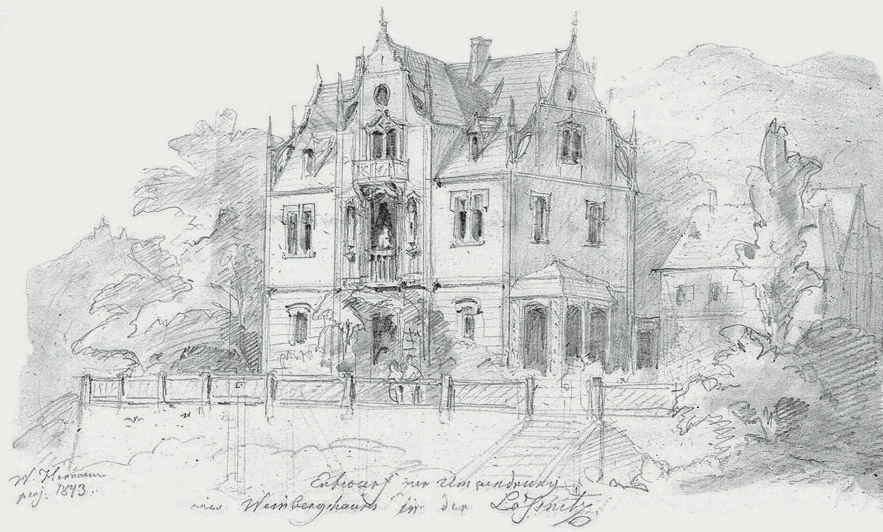
„Entwurf zur Umaendrung eines Weinbergshauses in der Lößnitz“ (Hantzsch-Villa), Woldemar Hermann 1843
Hantzsch-Villa mit Weinberg Jägerberg und Aussichtsturm. Davor der Fiedlerbach mit dem Wohnhaus Heinrich Octavius Adolph Braun-Brown. Um 1850
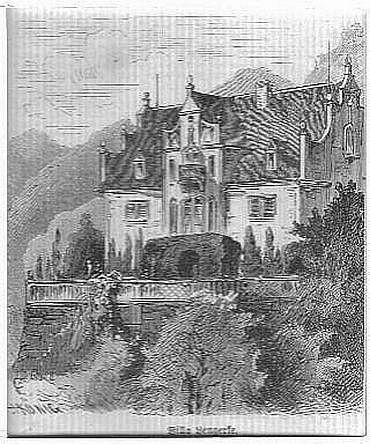
Villa Lengerke vor der Erweiterung (Herbert König, Holzstich 1871)
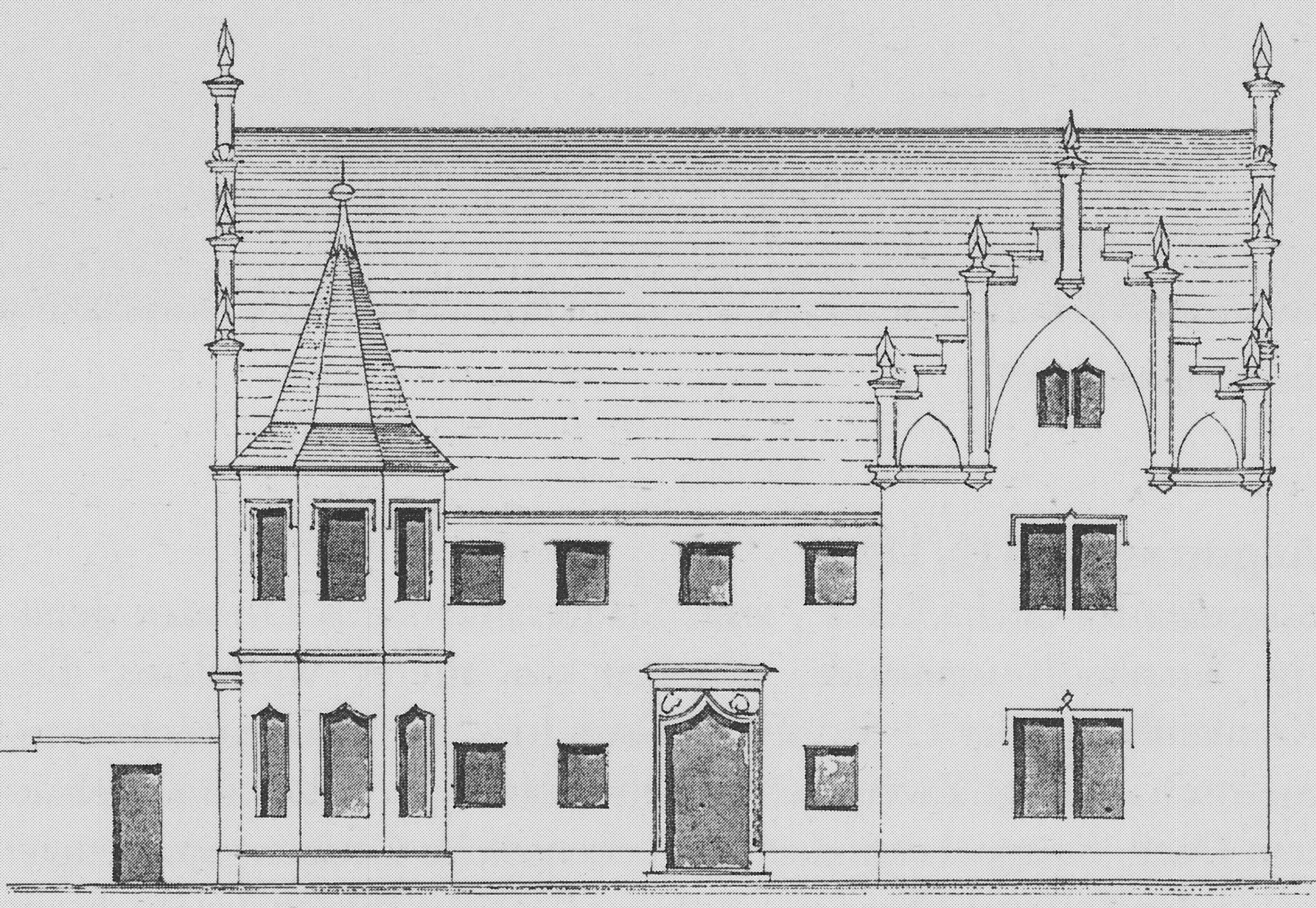
Villa Lengerke, Hofseite, Bestandszeichnung (Gebrüder Ziller, 1872)

### Wirtschaftsgebäude im Hof nebst Eiskeller

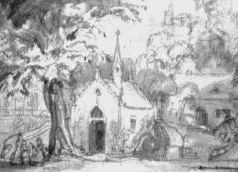
Hofkapelle. Bild von Woldemar Hermann

Die (nord-)östliche und nördliche (eher nordwestliche) Begrenzung des (nach unten gekippten) hufeisenförmigen Hofs bilden zwei winklig zueinander stehende ehemalige Wirtschaftsbauten. Diese sind massiv errichtet „in einfachen Formen mit wenigen gotisierenden und altdeutschen Motiven.“ Als wohl bereits bestehende Wirtschaftsbauten wurden diese 1844 erneuert.
Inmitten des abschüssigen Hofs steht der von der Denkmaltopografie als „Eiskeller“ angesprochene Bau von 1844: „ein kleines Haus mit Staffelgiebeln und fialartigen Aufsätzen, mit dekoriertem Schornstein und einer Schulterbogentür in Spitzbogenblende[…]. Das Häuschen wird von ansteigenden Mauern flankiert, auf dem vorderen Postament [stehen] stark beschädigte Statuen.“ Einer historischen Zeichnung nach (wohl 1845 von Woldemar Hermann) hat es sich dabei (ursprünglich) um eine Hofkapelle gehandelt, der sogenannte dekorierte Schornstein wäre der Rest des spitzen (Glocken-)turms.

### Wintergarten, Terrasse, Plastiken

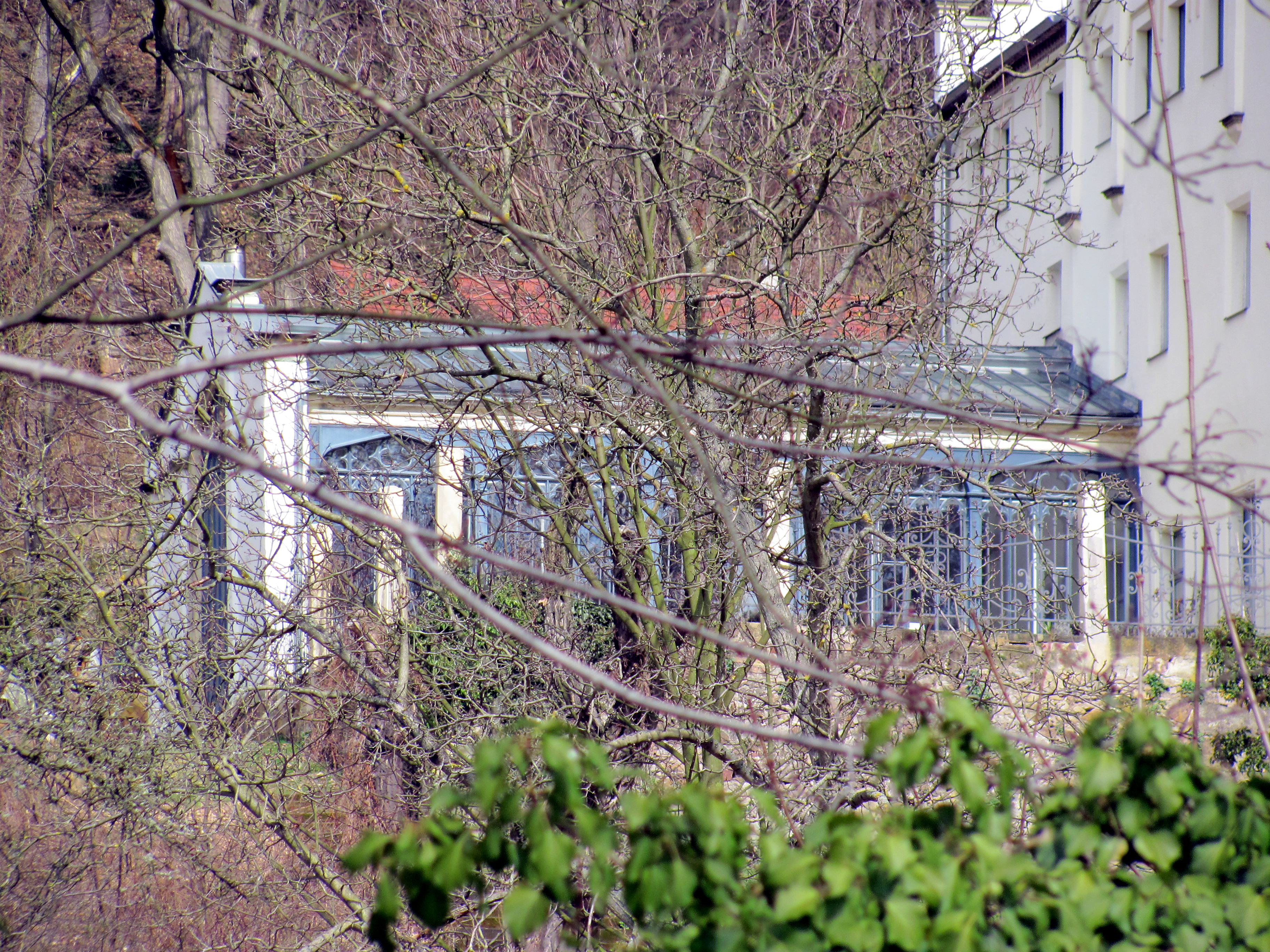
Wintergarten an der Villa

Der 1872/73 durch die Gebrüder Ziller westlich vor dem Giebel der Villa errichtete Wintergarten/Gewächshaus ist ein eingeschossiger Bau mit einem flachen, blechgedeckten Satteldach, das nach Westen durch einen Treppengiebel mit großem Fenster abgeschlossen wird.
Während die Nordseite zum Hof massiv mit einzelnen kleinen Fenstern ausgeführt ist, wird die Südseite zum Garten hin durch eine gusseiserne Fensterfront mit Tudorbögen und Maßwerk gebildet.
Vor dem Wintergarten wie auch vor der Villa liegt nach Süden hin eine Terrasse, die durch verzierte eiserne Zaunfelder zwischen Pfeilern begrenzt wird. Von vor der Villa führt eine Freitreppe in den Garten und bis zum westlichen der beiden Tore. Am Treppenanfang auf der Terrasse stehen zwei allegorische weibliche Figuren; die um 1890 geschaffenen Plastiken bestehen aus Kunststein.

### Freistehende Scheune

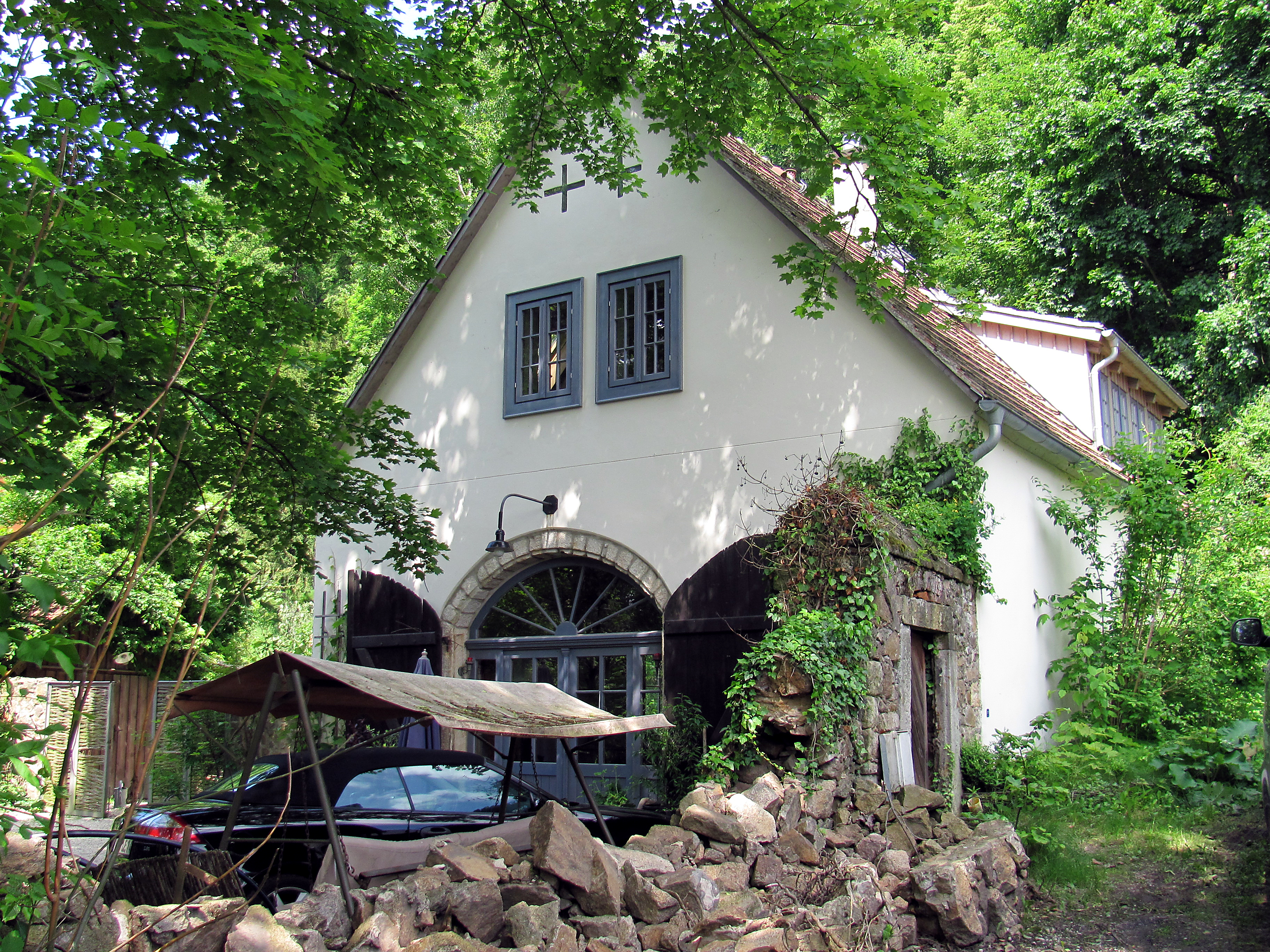
Ehemalige Scheune an der Ostmauer

Östlich des Hofensembles steht an der beschädigten östlichen Grundstücksmauer sowie nördlich des Zufahrtswegs durch das östliche Tor die ehemalige Scheune. Dies ebenfalls bereits ältere Bauwerk wurde 1895/96 durch den Baumeister Gustav Röder umgebaut. Der eingeschossige Bau hat ein biberschwanzgedecktes Satteldach mit je einem vierachsigen Dachhaus mit Schleppdach.
Die mittige Toreinfahrt, deren alte Holztoren außen dran noch befestigt sind, wird durch eine zweiflügelige verglaste Eingangstür ausgefüllt, die oben in der Rundung ein strahlenförmig unterteiltes Oberlicht aufweist. Über dem Tor finden sich zwei Rechteckfenster in Holzrahmung zur Belichtung des ausgebauten Dachgeschosses, darüber weist der Giebel zwei kreuzförmige Öffnungen zur Belüftung des Spitzdaches auf.
In der Außenmauer, dort, wo sie auf die östliche Mauer der Scheune trifft, steht ein Eingangsportal aus Sandsteingewände, umgeben von einem verdachten Bruchsteinmauerwerk.

### Einfassung, Tore und Zufahrt

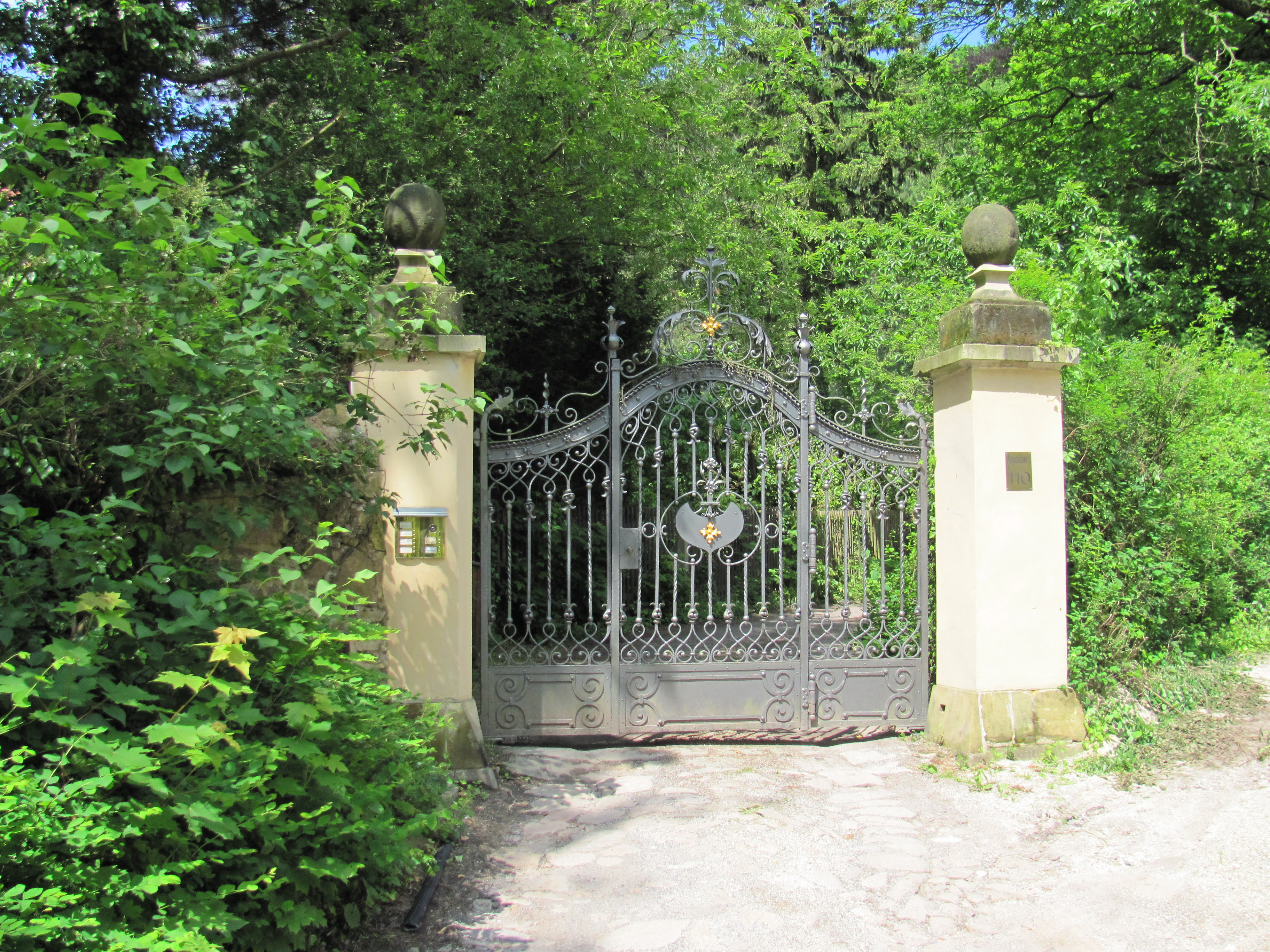
Östliches Zufahrtstor

Das Anwesen wird durch eine, teilweise eingefallene, Bruchsteinmauer aus dem ortsüblichen rötlichen „Syenit“ (denkmalpflegerische und historische Bezeichnung), der heute als Monzonit eingeordnet wird. In der langen Mauerfront am Augustusweg öffnet das westliche, schmiedeeiserne Tor den Weg in den aufsteigenden Garten und den ehemaligen Steillagen-Weinberg. Leicht östlich des Tors führt die untere Treppe zur Südseite der Villa bzw. zur Freitreppe auf die vorgelagerte Terrasse.
An der Südostecke des Grundstücks beginnt ein Weg, der zwischen dem Jägerberg und dem östlich gelegenen Grundstück des Ermelhauses auf den Berg führt, oberhalb des Ermelhauses nach Osten abknickt und durch den Fiedlergrund auf die Hochfläche von Wahnsdorf führt. Direkt auf der Ecke am Augustusweg liegt an diesem Bergpfad das östliche Tor, hinter dem die historische Zufahrt zu den Gebäuden liegt. Das aufwendige schmiedeeiserne Tor sitzt zwischen zwei mächtigen Pfeilern, die durch eine sandsteinerne Deckplatte sowie durch ein aufrechtstehendes Ovoid auf kräftigem Postament bekrönt wird.

### Gartenarchitektur, künstliche Ruine, Aussichtsbastion
Im oberen steilen Teil des Anwesens hat der Wald die Reste von Gartenarchitektur komplett überwuchert. Durch diesen führen die Reste der steilen Treppe auch heute noch auf die Anhöhe oberhalb der Hangkante. Unterwegs stehen inmitten des Waldes die Reste der ehemaligen künstlichen Ruine. Es handelt sich um einen von Woldemar Hermann errichteten gotisierenden Bruchstein-Rundbau mit Strebepfeilern und Gesims, dessen am meisten charakteristische Motiv im Obergeschoss der Rest eines gotischen Spitzbogenfensters mit Wandresten war. Zu Zeiten des Bilz-Sanatoriums war der Bilz-Burg genannte Bau einer der Zielpunkt der umfangreichen Spazierwege. Der derzeitige Zustand der heute ruinösen künstlichen Ruine ist wegen der Lage tief im Wald von außen nicht einzusehen.
Die Aussichtsbastion auf der Höhe, zu der die Weinbergstreppe führt, ist ein heute im Wald gelegener Platz an der Hangkante, auf der der Aussichtsturm steht, die heute ebenfalls ruinöse Blechburg, in deren separatem Artikel alles Weitere beschrieben ist.

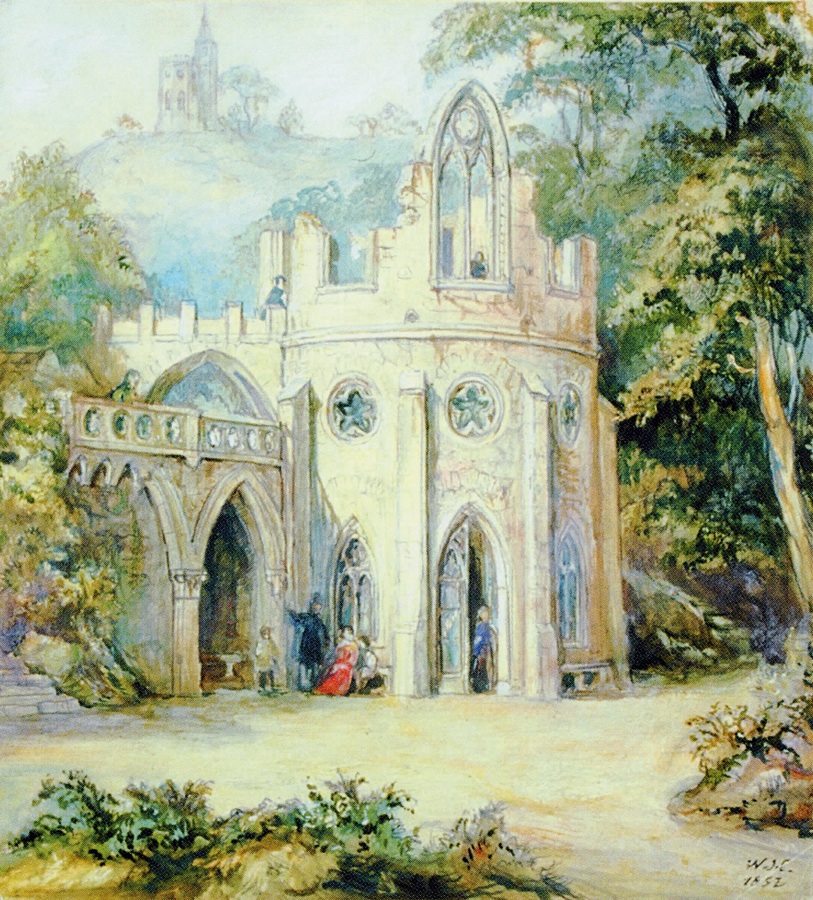
Künstliche Ruine, li. oben die Blechburg. Bild von Woldemar Hermann
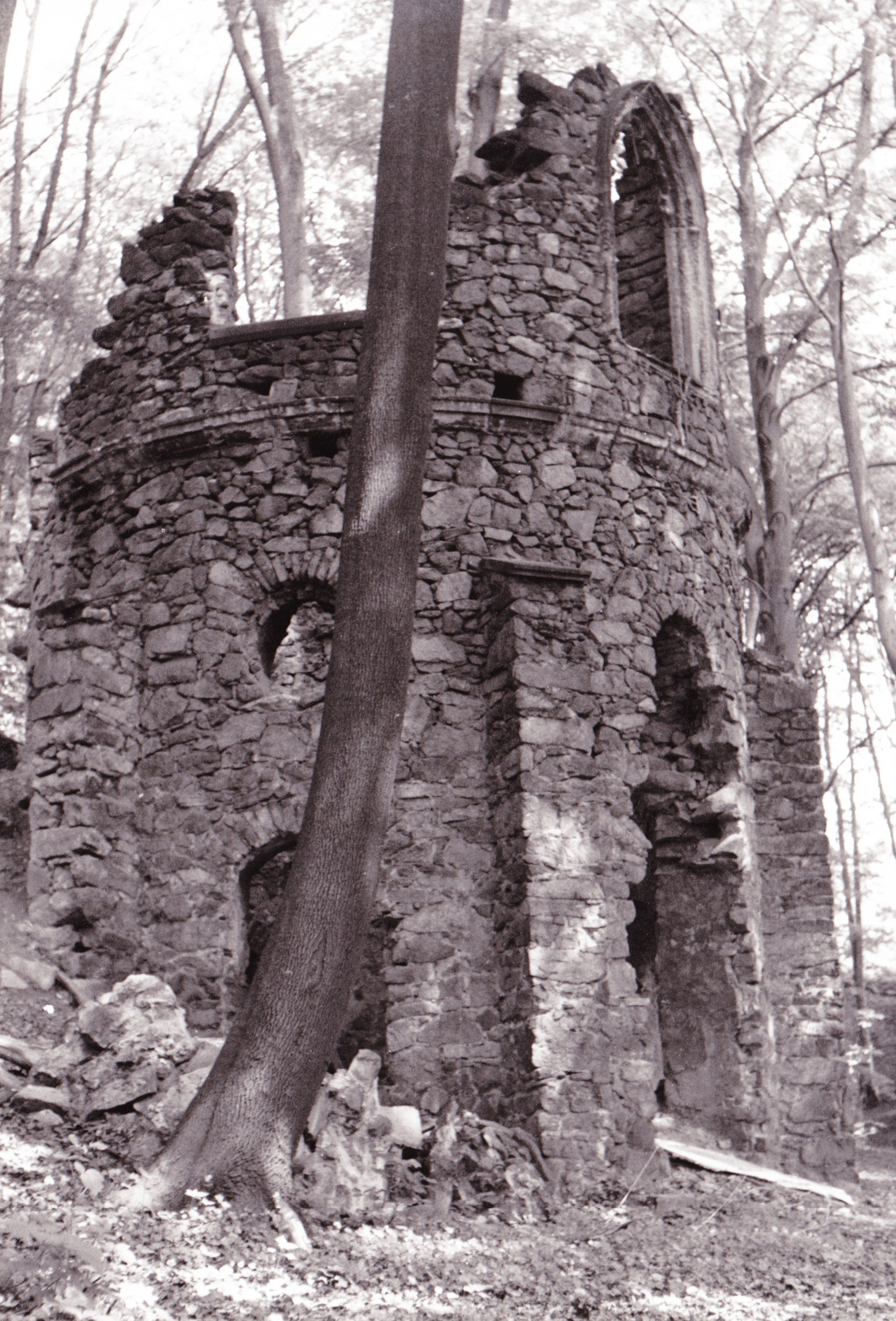
Ruinöse künstliche Ruine (1992)
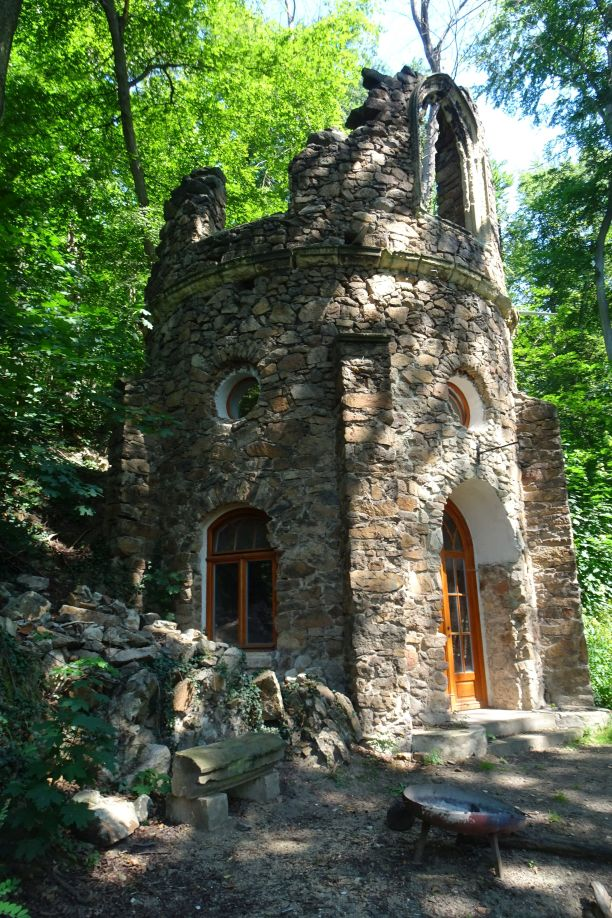
Sanierte künstliche Ruine (2020)
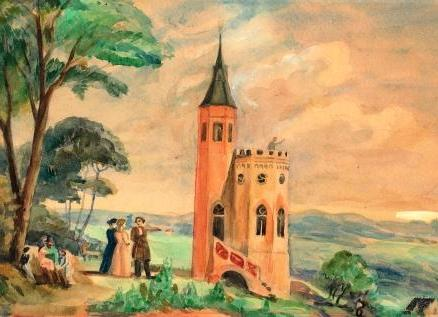
Hantschs Weinberg in der Oberlößnitz, Aquarellentwurf zum Ölgemälde von Woldemar Hermann, 1844
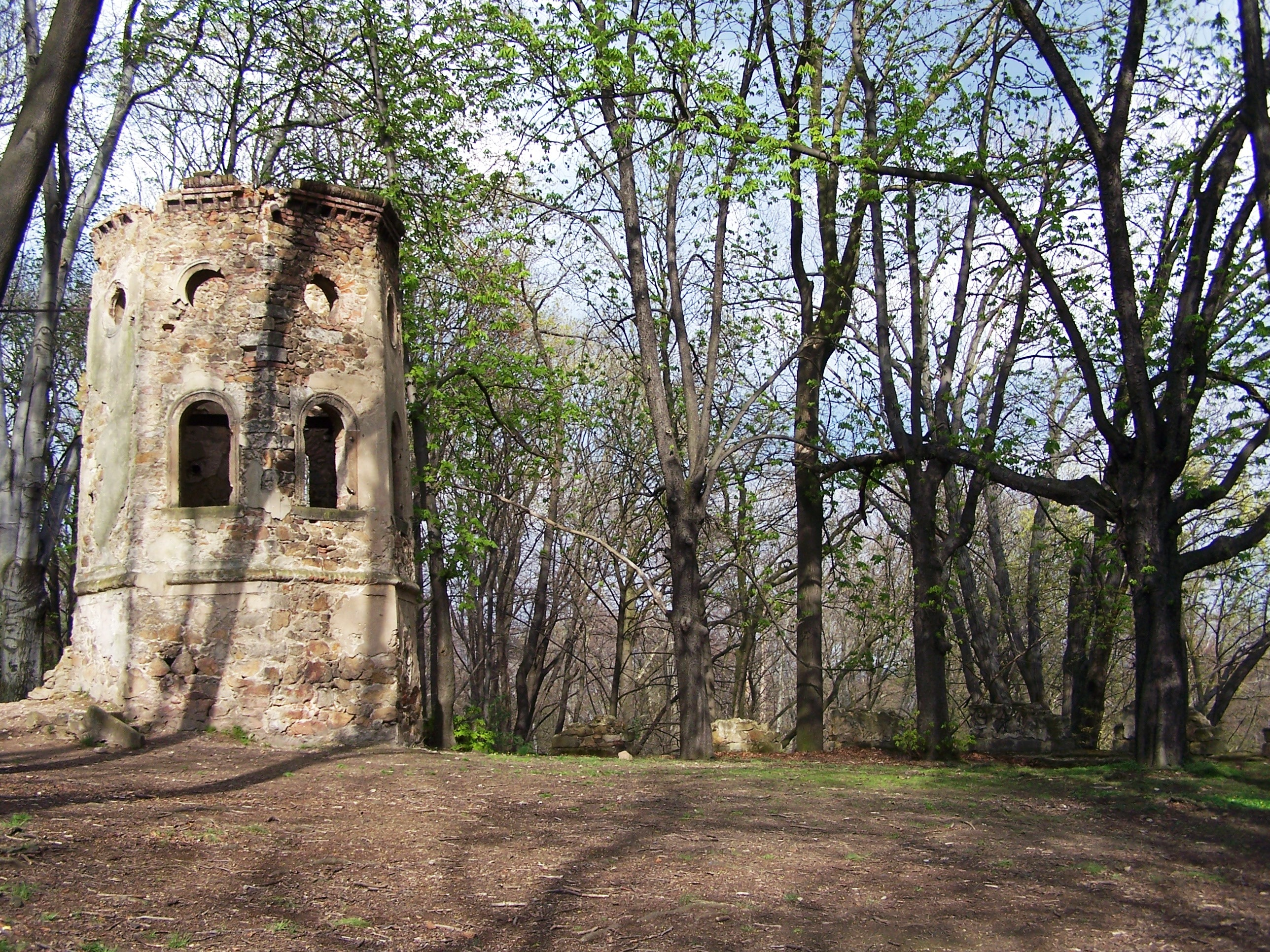
Die Ruine der Blechburg oben an der Hangkante

## Geschichte

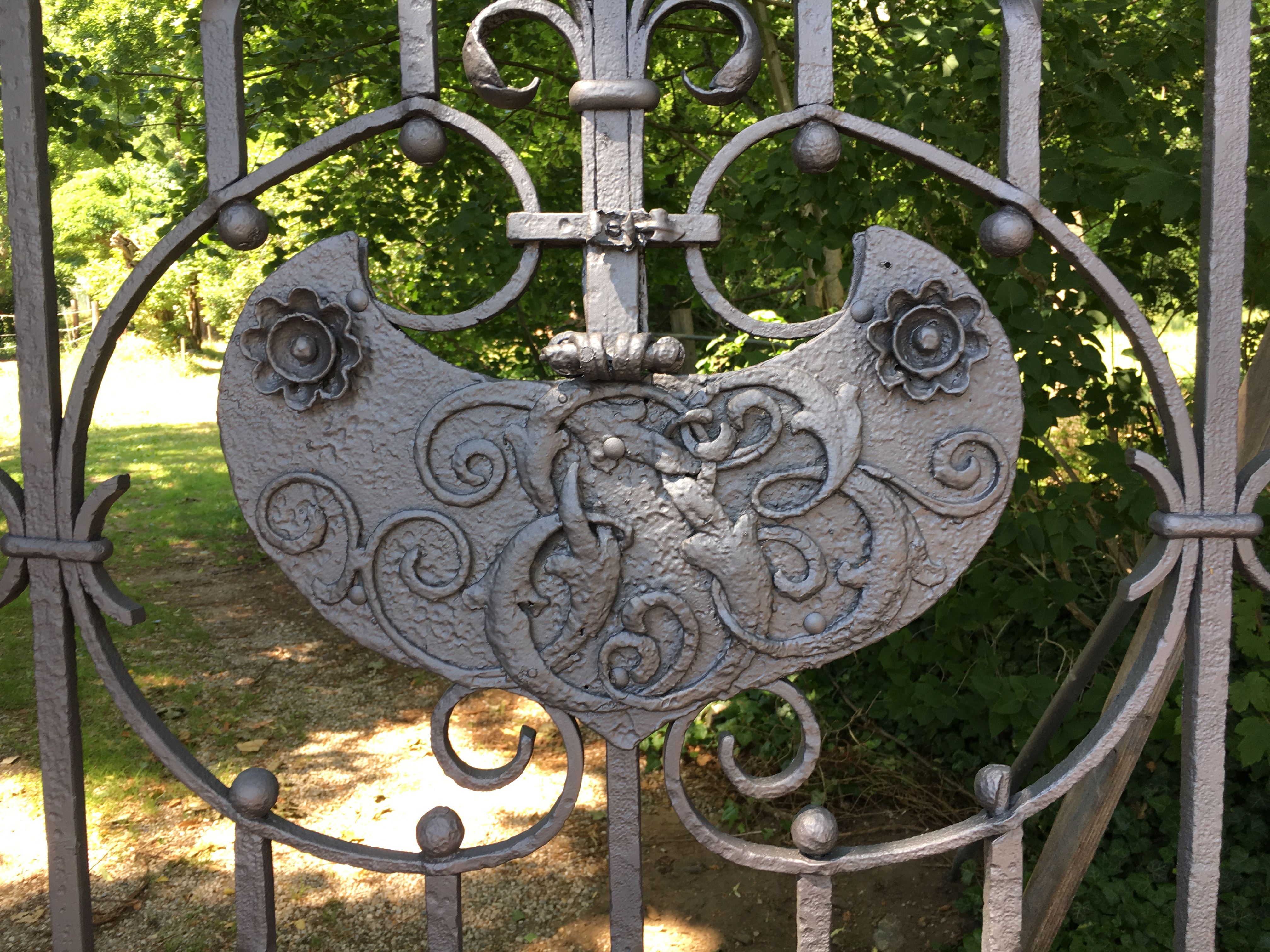
Bilz’ Monogramm FEB am westlichen Zufahrtstor

Das Weingut mit dem zugehörigen Weinberg hat seinen Ursprung im 16. Jahrhundert. Der Weinbergsname Jägerberg bezieht sich auf den kurfürstlich-sächsischen Oberhofjägermeister Sigmund Adolph von Zieglar (oder Siegmund August von Ziegesar) (gest. um 1666), der den Weinberg im frühen 17. Jahrhundert besaß.
Ab 1826 war der Dresdner Weinhändler Johann Heinrich Hantzsch (oder August Traugott Hantzsch) der Besitzer. Dieser ließ das aus dem 17. Jahrhundert stammende Herrenhaus 1844 von dem Dresdner Architekten Woldemar Hermann durch eine neogotische Villa (Hantzsch-Villa) ersetzen, die heute als repräsentatives Beispiel dieses Baustils im Dehio-Handbuch aufgeführt ist; hinzu kam im Innenhof eine Hofkapelle. Um die Zeit ließ er auf dem Grundstück einen, heute verwaldeten, Englischen Park mit einer Künstlichen Ruine auf halber Berghöhe (1852, später Bilzburg genannt) sowie auf der Höhe einer Bastion mit Aussichtsturm (Blechburg) anlegen. Die Künstliche Ruine wie auch der Aussichtsturm sind heute ruinös.
Die Baumeister Gebrüder Ziller ergänzten 1871–73 für den Freiherrn Johann Berger von Lengerke die Villa Lengerke um den Wohnanbau, den polygonalen Erkerturm und einen Wintergarten mit Terrasse sowie Freitreppe und Skulpturen. Mitten im Garten legten sie ein ovales Brunnenbecken mit Fontäne an.

Schaubild des Bilz-Sanatoriums, Gesamtanlage um 1900, der Jägerberg im rechten Drittel

Der Oberlößnitzer Naturheilkundler Friedrich Eduard Bilz erwarb das Anwesen 1895, um dort zu wohnen. Im gleichen Jahr baute der Baumeister Gustav Röder die östliche freistehende Scheune um. 1899 machte Bilz das Herrenhaus zum Kurhaus IV seines Bilz-Sanatoriums; die Villa, die um 1903 Villa Jägerberg hieß, erhielt später den Namen Haus Bilz.
Das benachbarte Grundstück (heute Augustusweg 100) wurde Mitte der 1950er Jahre von dem Radebeuler Unternehmer Gerhard Meyer den Bilz-Erben abgekauft, um dort sein Wohnhaus (Meyer-Villa) zu errichten.
Nachdem der Jägerberg über 84 Jahre im Besitz der Bilz-Familie war, wurde er nach dem Tod der letzten Bilz-Urenkelin, die bis zuletzt im Dachgeschoss der Villa wohnte, von der Erbengemeinschaft verkauft. Im Jahre 2006 erwarb das Anwesen eine Eigentümergemeinschaft um den Sänger Florian Hartfiel, die die Gebäude denkmalgerecht sanierte und zu privaten Wohnhäusern umbaute. Die Gemeinschaft gab dem Gebäudeensemble den Namen Bilzhof am Jägerberg.